# Mulegns
Mulegns (oficialmente Mühlen hasta 1943) era una comuna suiza del cantón de los Grisones, ubicada en el distrito de Albula, círculo de Surses. Limitaba al norte con las comunas de Savognin y Tinizong-Rona, al este con Sur, Marmorera y Bivio, al sur con Avers, y al oeste con Ferrera y Riom-Parsonz. El 1 de enero de 2015 se fusionó con las antiguas comunas de Bivio, Cunter, Marmorera, Riom-Parsonz, Salouf, Savognin, Sur y Tinizong-Rona para constituir la nueva comuna de Surses.